# Breogán Riveiro
Breogán Riveiro (Montevideo, Uruguay, el 7 de febrero de 1967) es un escritor uruguayo de ascendencia gallega.

## Trayectoria
Cursó estudios de Náutica, que abandonó para dedicarse al audiovisual. Es realizador y guionista, dedicándose especialmente a los documentales.
Trabaja en Formato, una empresa de vídeos, donde se ocupa de la producción de reportajes y guiones.

## Obras
Publicó seis libros:
- O Vendedor de Mazás (Editorial Maior)
- O Asasino Bífido (Editorial Ir Indo)
- Tonecho de Rebordechao (Editorial Galaxia)
- A historia mais increible que nunca liches (Diputación provincial de Ourense)
- O afundimento do Tiránic (Barriga Verde)
- Olga e o dinosauro (Editorial Galaxia)

## Otros datos de interés
Con su primera novela ganó el "Premio de Literatura Fantástica Cidade da Coruña", con la segunda fue finalista en el certamen de "Novela por Entregas" que organizó La Voz de Galicia. También consiguió el premio "Curuxa do humor", que convoca el Museo del Humor (Fene) y con la tercera ganó el premio "Raíña Lupa" de 2004.